# Longue-Rive
Longue-Rive är en kommun i provinsen Québec i Kanada. Den ligger i regionen Côte-Nord, i den östra delen av landet, 600 km nordost om huvudstaden Ottawa. Kommunen bildades 1997 under namnet Saint-Paul-du-Nord–Sault-au-Mouton genom sammanslagning av kommunen Saint-Paul-du-Nord och bykommunen Sault-au-Mouton, och bytte namn året efter.